# Kariamy
Kariamy, dwuczuby (Cariamidae) – rodzina ptaków z rzędu kariam (Cariamiformes), z podgromady Neornithes. Obejmuje dwa współczesne gatunki zamieszkujące wyłącznie Amerykę Południową oraz formy wymarłe.

## Charakterystyka
Kariamy to lądowe ptaki biegające, latają jedynie na krótkich dystansach. Wyglądem są zbliżone do chruścieli i dropi. Mają długie nogi, szyję i ogon oraz krótkie skrzydła i dziób ze sterczącym pióropuszem u jego nasady. Upierzenie brązowe – na grzbiecie ciemniejsze, od spodu ciała jaśniejsze. Zamieszkują dość suche, otwarte tereny trawiaste. Żywią się owadami, wężami i jaszczurkami.
Kariama czerwononoga występuje od wschodniej Brazylii, po centralną Argentynę. Gniazduje na ziemi, składając dwa jaja. Kariama czarnonoga występuje w północno-wschodniej Argentynie i Paragwaju. Gniazduje na drzewie, składając dwa jaja.

## Systematyka
Kariamy były dawniej klasyfikowane w randze rodziny w rzędzie żurawiowych (Gruiformes), jednak badania genetyczne i filogenetyczne wykazały, że nie są one zbyt blisko spokrewnione z żurawiami i stanowią grupę siostrzaną kladu (Falconiformes + (Psittaciformes + Passeriformes)).
Rodzinę kariam reprezentują obecnie dwa występujące współcześnie gatunki z dwóch rodzajów:
- Cariama Brisson, 1760
- Chunga Hartlaub, 1860

oraz rodzaj wymarły:
- Riacama Noriega, Vizcaíno & Bargo, 2009 – jedynym przedstawicielem jest Riacama caliginea (Ameghino, 1899).